# Helina argentifrons
Helina argentifrons är en tvåvingeart som beskrevs av Xue och Tadao Kano 1994. Helina argentifrons ingår i släktet Helina och familjen husflugor.
Artens utbredningsområde är Liaoning (Kina). Inga underarter finns listade i Catalogue of Life.